# Aleksandr Mijáilovich Dubianski
Aleksandr Mijáilovich Dubianski (en ruso: Алекса́ндр Миха́йлович Дубя́нский, en tamil: அலெக்சாண்டர் மிகைலொவிச் துபியான்சுகி, Moscú, 27 de abril de 1941 - Ibídem, 18 de noviembre de 2020) fue un erudito, profesor universitario, lingüista y escritor ruso especializado en el idioma tamil. Durante su vida, fue acreditado y reconocido por sus valiosas contribuciones al resurgimiento de la erudición del idioma tamil en Rusia, especialmente después de la caída de la Unión Soviética.

## Biografía
Dubianski nació en Moscú en 1941 y sirvió en el ejército soviético. Posteriormente asistió al Instituto de Lenguas Orientales de la Universidad Estatal de Moscú, especializándose en tamil. Después de completar su licenciatura, Dubianski permaneció en el instituto como estudiante de posgrado. Se convirtió en profesor en 1973, luego ascendió a profesor titular y luego profesor asociado. Su tesis doctoral versó sobre la antigua poesía tamil; lo desarrolló en un libro publicado en inglés.
Dubianski fue a la India por primera vez en 1978 y llevó a cabo una investigación sobre el idioma tamil en la Universidad de Madrás durante un período de nueve meses. Continuó su interés en aprender tamil en la era postsoviética. Dubianski hablaba con fluidez el idioma y también era un experto en literatura tamil y cultura india. Enseñó el idioma tamil durante casi 50 años en varias universidades de Rusia.
Dubianski publicó más de 100 obras, principalmente en el idioma tamil. También publicó notablemente un libro titulado Fuentes rituales y mitológicas de la poesía tamil temprana en 2000, discutiendo los rituales y costumbres de la antigua literatura sangam. Dubianski recibió una amplia atención de los medios de comunicación en la India después de presentar dos artículos que consistían en ensayos sobre dos novelas históricas tamiles populares (Tolkappiyam y Silapathikaram) durante la Conferencia Mundial de Tamil Clásico de 2010 en Coimbatore. Durante la conferencia, habló en contra de las afirmaciones de que Tolkappiyam dependía de fuentes sánscritas y explicó cómo su investigación demostró que era un trabajo original. Su debate sobre Tolkappiyam también había impresionado al entonces ministro principal de Tamil Nadu, M. Karunanidhi. Dubianski estrechamente asociado con otros eruditos y escritores tamiles, incluidos D. Jayakanthan, Sivathampi y Vairamuthu.

## Vida personal
Dubianski falleció el 18 de noviembre de 2020 a la edad de setenta y nueve años en Moscú por complicaciones del COVID-19.